# Abbott, Texas
Abbott là một thành phố thuộc quận Hill, tiểu bang Texas, Hoa Kỳ. Năm 2010, dân số của xã này là 356 người.

## Dân số
- Dân số năm 2000: 300 người.
- Dân số năm 2010: 356 người.